# Il castello invisibile
Il castello invisibile (かがみの孤城?, Kagami no Kojō, "Il castello solitario di Kagami") è un film d'animazione del 2022 diretto da Keiichi Hara, tratto dall'omonimo romanzo di Mizuki Tsujimura.

## Trama
Kokoro, una studentessa vittima di bullismo, non vuole più tornare a scuola e trascorre le sue giornate a casa. Un giorno lo specchio della sua stanza inizia a brillare, Kokoro lo attraversa e arriva in un castello magico insieme ad altri sei studenti delle scuole medie della sua età. Una bambina mascherata da lupo propone loro un gioco: hanno un anno di tempo per trovare una chiave nascosta nel castello, una chiave che permette loro di esaudire un desiderio.

## Distribuzione
Il film è stato distribuito nelle sale giapponesi il 23 dicembre 2022, e nei cinema italiani da Anime Factory come film evento dall'11 al 13 settembre 2023.